# Apatura lavernoides
Apatura lavernoides är en fjärilsart som beskrevs av Le Moult 1947. Apatura lavernoides ingår i släktet Apatura och familjen praktfjärilar. Inga underarter finns listade i Catalogue of Life.